# A Lý Sơn

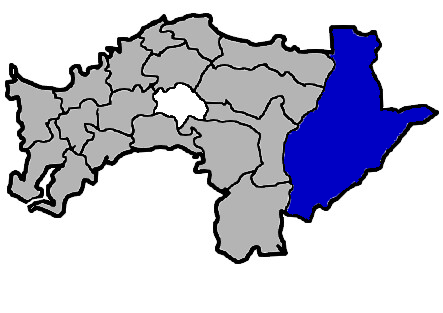
Vị trí tại huyện Gia Nghĩa

A Lý Sơn (tiếng Trung: 阿里山鄉; bính âm: Ālǐshān Xiāng) là một hương (xã) của huyện Gia Nghĩa, tỉnh Đài Loan, Đài Loan. Hương nằm ở phía đông của huyện và được đặt tên theo dãy núi A Lý Sơn trên địa bàn, trước năm 1987 hương có tên gọi là Ngô Phượng. Tổng diện tích của A Lý Sơn là 427,8471 km², dân số vào tháng 8 năm 2011 là 6.198 người thuộc 2.076 hộ gia đình, mật độ cư trú đạt 14,5 người/km².